# Rocky Point (Washington, Kitsap megye)
Rocky Point az Amerikai Egyesült Államok északnyugati részén, Washington állam Kitsap megyéjében elhelyezkedő statisztikai település. A 2010. évi népszámlálási adatok alapján 1564 lakosa van.